# Жанна Кармелитка
Жанна Кармелитка или Иоанна Тулузская (фр. Jeanne de Toulouse, начало XIII века, Наварра — 1286 г., Тулуза, Франция) — блаженная Римско-католической церкви, дева Третьего Ордена Кармелитов (TOC).

## Биография
Жанна родилась в начале XIII века в Наварре (по другой версии в Тулузе, во Франции). Она принадлежала к благородному роду выходцев из королевства Наварра. В ней рано пробудилось стремление к благочестивой жизни. В 1265 году в Тулузу со Святой Земли пришли первые монахи Ордена Кармелитов. Здесь они основали свой монастырь.
Жанна, привлеченная образом их подвижничества, обратилась к святому Симону Стоку, генеральному приору ордена, с просьбой принять её в духовную семью кармелитов. Святой Симон Сток составил для неё Правило, которое положило начало кармелитам-терциариям, поэтому Жанна считается одной из основательниц светской ветви ордена. Окончательно Третий Орден Кармелитов был утвержден при генеральном приоре блаженном Жане Сорете в 1452 году Римским папой Климентом V.
Жанна не принесла монашеских обетов. Она поселилась в келье возле монастыря, рядом с часовней, где подвизалась, следуя харизме кармелитов; проводила жизнь в посте и молитве, оказывала помощь больным и бедным. Она призывала молодых людей принимать участие в делах милосердия.
Скончалась Жанна в 1286 году в Тулузе, во Франции.

## Прославление
Почти сразу после смерти Жанны её могила стала местом паломничества. В 1470 году Бернар дю Розье, архиепископ Тулузы (1452—1474) положил начало местному почитанию подвижницы, обретя её святые мощи. В 1688 году часть этих мощей была передана кармелитам в Испанию. Когда в 1805 году церковь кармелитов в Тулузе подверглась сносу, в нише в стене, вместе с протоколом обследования от 1688 года и некоторыми молитвами к подвижнице, были снова обретены святые мощи Жанны.
Общецерковное почитание Жанны было утверждено в 1895 году Римским папой Львом XIII, который причислил её к лику блаженных. Ныне её святые мощи покоятся в часовне святого Викентия де Поля в церкви святого Стефана в Тулузе, во Франции.
Литургическая память ей совершается 31 марта.